# Klaus Günter Stahlschmidt

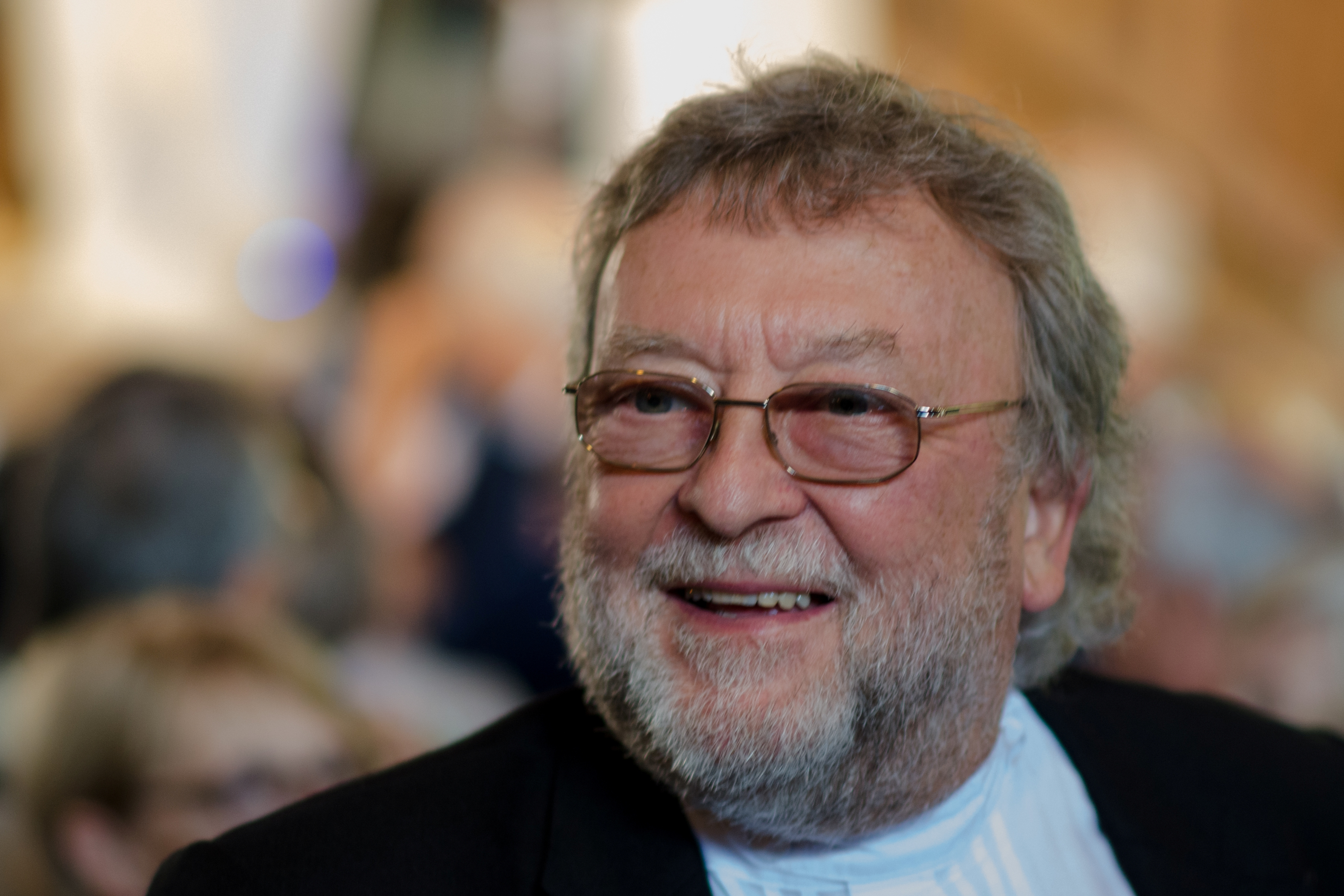
Klaus Günter Stahlschmidt (2017)

Klaus Günter Stahlschmidt (* 1942 in Paderborn) ist ein deutscher, römisch-katholischer Priester, langjähriger Pfarrer einer der größten Gemeinden in München. Stahlschmidt hat durch seine Art auf die Menschen zuzugehen und sein Engagement für Randgruppen weite Bekanntheit erlangt.

## Leben
Stahlschmidt wuchs in einem Gutshof in Fürstenberg (Kreis Büren) in einer Familie mit fünf Geschwistern auf. Nach Volks- und Realschule besuchte er die Handelsschule in Paderborn. Er arbeitete dann bei der Bundesfinanzdirektion in Münster. Später besucht er die Abendschule in Neuss, arbeitete zwei Jahre in einer Fabrik und drei Jahre mit Randgruppen, straffällig gewordene Jugendlichen und Sozialwaisen. Er machte das Abitur nach und studierte Theologie in Münster und München.
Am 25. Juni 1977 wurde Stahlschmidt von Josef Ratzinger, dem späteren Papst Benedikt XVI. zum Priester geweiht. Seine Primiz feierte er am 30. Juni 1977 in Gräfelfing, wo er Kaplan war. Schon vorher war er ein Jahr Pastoralassistent in dieser Gemeinde. Anschließend war er Kaplan in St. Peter und Paul in Landshut. Dort war er unter anderem auch Stadtjugendseelsorger, Seelsorger für Studierende und Kriegsdienstverweigerer. Vom 1. Oktober 1982 bis Ende September 2017 war Stahlschmidt Pfarrer der Gemeinde Leiden Christi (in München, Obermenzing), seit 2011 Pfarrverband mit der Gemeinde St. Leonhard. Ab 2003 war er Dekan von Menzing und dann von Nymphenburg.

## Wirken
Stahlschmidt war stets sehr stark vom Zweiten Vatikanischen Konzil geprägt und hat seine Gottesdienste mit frei formulierten Gebeten und Ansprachen gestaltet. In seinen Ansprachen hat er die konkreten Sorgen und Nöte der Gottesdienstbesucher aufgegriffen. Er hat mit seiner Form der Seelsorge nicht provoziert, aber neue Wege gesucht und gefunden. Anfangs wurde er verschiedentlich angeschwärzt. Durch seine Seelsorge hat er vielen Gläubigen neu den Weg zum Glauben geebnet. Er hat sich als Priester stets mehr um das Wohl der Gläubigen und verständliche Verkündigung als um kleinliche Vorschriften gekümmert. Verschiedentlich wurde er „streitbar“ genannt, weil er nicht immer mit der Hierarchie gleicher Meinung war, aber er erwarb sich weit über die Grenzen Obermenzings hinaus Respekt.  Stahlschmidt hat dem Kardinal Ratzinger kritische Briefe geschrieben, die dieser stets umgehend beantwortete. Als Papst Benedikt XVI. hat ihm Ratzinger einmal geschrieben: „Ich habe Sie immer im Blick gehabt, Sie sind mir ein richtiger Seelsorger“.
Stahlschmidt hat sich sehr für Obdachlose und Flüchtlinge eingesetzt. In seinem Pfarrhof haben gut 140 Gäste aus vielen Ländern gewohnt. Außerdem haben im Pfarrhof rund 150 Mütter mit ihren Kindern zeitweise gewohnt, überwiegend geduldete Flüchtlinge, die dann in Wohnungen vermittelt werden konnten.  Auf seine Initiative wurden Räume unter der Kirche, die zuvor ungenutzt waren, zu einer Unterkunft ausgebaut, wo sechs bis acht obdachlose Männer eine Wohnung auf Zeit erhielten und betreut wurden. Etwa drei Viertel davon konnten sich wieder stabilisieren.  Diese Räume mussten inzwischen jedoch wegen Brandschutzproblemen geschlossen werden.
Stahlschmidt hat sich stets ganz besonders um Menschen in Grenzsituationen bemüht. Er ist seit langem Vorsitzender des Münchner Vereins der Verwaisten Eltern. Zu seinen Gottesdiensten kamen Betroffene oft von weit her.

## Ehrungen
2006 wurde er von der bayerischen Staatsregierung mit der Staatsmedaille für soziale Verdienste geehrt.  2011 wurde Stahlschmidt zum Geistlichen Rat ernannt. 2018 erhielt er den „Würmtaler 2017“. 2021 erhielt Stahlschmidt die Bezirksmedaille des Bezirkes Oberbayern für sein vielfältiges soziales Engagement: Es „geht weit über das hinaus, was man von einem Seelsorger erwartet“.